# Bob Joles
Robert "Bob" Joles (Glendora, 16 de julho de 1959), é um dublador estadunidense.